# Combate del 25 de mayo 1880

## Combate del 25 de mayo
Continuamente se producían encuentros entre las lanchas de las fuerzas sutiles peruanas y las lanchas torpederas chilenas. Estos fueron el 11, 14, 19 y 24 de mayo.
En la madrugada del 25 de mayo, las lanchas peruanas Independencia y Resguardo, comandadas por los tenientes 2° José Gálvez y Julio Benites respectivamente, escoltaban a la lancha Callao, al mando del alférez de fragata Pedro Bernales, en su misión de sembrar 2 torpedos fijos en la bahía.
A la 1:30 a. m., se avistaron las luces de una lancha torpedera chilena. La Independencia, la única lancha peruana de la comisión que estaba artillada, comenzó la contienda disparando cuatro cañonazos sobre la Guacolda, que estaba al mando del teniente 1° Luis Alberto Goñi Simpson. El cañón quedó inutilizado porque saltaron los cáncamos que aseguraban las bragueras. Como la comisión ya había terminado, las otras lanchas empezaron a retirarse a la costa. Se retiró la Guacolda, pero al poco tiempo regresó reforzada con la Janequeo, y el corpulento Ugarte la mantuvo en peso. Cuando la Janequeo embistió a la Independencia por la aleta de babor, quedó atracada al costado, aprovechando Ugarte para lanzar con sus brazos el torpedo sobre la cubierta enemiga al tiempo que -para evitar la posibilidad de que los chilenos cortaran o apagaran la mecha- Gálvez, quien esperaba listo, disparó 2 tiros con su carabina Winchester sobre el torpedo, y lo hicieron volar. La explosión resultante destrozó tanto la cubierta del Janequeo como la popa de la Independencia, matando e hiriendo a todos los que ahí se encontraban y provocando el hundimiento de la lancha peruana. Los chilenos de la Janequeo consiguieron accionar un torpedo de botalón Mc Evoy, pero a una distancia inadecuada y no tuvo relevancia en el hundimiento de la Independencia. La lancha torpedera Janequeo llegó al costado de una chata, donde, pese al aislamiento de sus compartimientos, se terminó de hundir tras salvarse sus tripulantes.
El Jefe de Ronda peruano, el teniente Alejandro Roldán, zarpó al segundo tiroteo con las lanchas Urcos y Arno, disparando esta última sobre la Guacolda en su retirada.

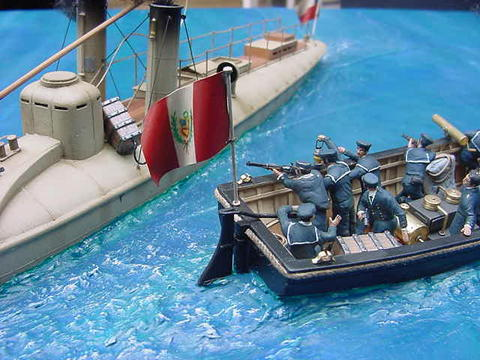
Combate del 25 de mayo entre la torpedera Janequeo (izquierda) contra la lancha Independencia (derecha). Modelo a escala de José Antonio Bedoya

Luego de pasado el desconcierto, la chilena Guacolda capturó a Gálvez junto con otros 6 náufragos peruanos, quienes fueron llevados al blindado Blanco Encalada; otros 6 se salvaron por su propia cuenta y murieron el guardiamarina San Martín, el timonel francés Gauden y el practicante de medicina Ugarte. Las bajas chilenas fueron 2 fogoneros muertos y un herido. El contraalmirante chileno Riveros decidió enviar a Gálvez a tierra para que se repusiera de sus heridas y lo entregó a las autoridades del Callao. El cadáver de Ugarte fue recuperado el 31 de mayo y el gobierno peruano le rindió honores de general de brigada en su entierro. Sus restos reposan en la Cripta de los Héroes de la Guerra del Pacífico, en el Museo Cementerio Presbítero Maestro.
- Datos: Q115798900